# North Ronaldsay
North Ronaldsay è la più settentrionale delle Isole Orcadi in Scozia e ricopre una superficie di 7 km². È la quattordicesima isola per dimensioni tra le Orcadi.

## Geografia
North Ronaldsay è situata a circa 4 chilometri a nord dall'isola più vicina, Sanday. L'isola si estende per circa 5 chilometri in lunghezza ed è caratterizzata da due grandi baie sabbiose; Linklet Bay lungo la costa orientale e South Bay nel sud dell'isola. La parte occidentale dell'isola è molto rocciosa e presenta molti scogli; il suo clima è particolarmente mutevole e, spesso, inclemente. Le acque che la circondano sono frequentemente burrascose e pericolose per i marinai, tant'è che sono state in passato un famoso cimitero per le barche che attraversavano la zona: per questo motivo venne realizzato un faro sull'isola, decisione non molto comune all'epoca della sua costruzione.
Hollandstoun, a sud dell'isola, rappresenta il principale centro urbano ed è equidistante dal campo di atterraggio e dal molo. L'isola è inoltre sede di un osservatorio di uccelli.
North Ronaldsay è circondata da un singolare muretto di pietre a secco. Il suo scopo è quello di mantenere le alghe, che costituiscono il cibo per le pecore di North Ronaldsay, al di fuori del terreno coltivable.

## Storia
Secondo la saga degli uomini delle Orcadi, Torf-Einarr, il conte norvegese delle Orcadi del X secolo, uccise Hálfdan Longlegs sull'isola di North Ronaldsay come vendetta in seguito all'assassinio di Ragnvald Eysteinsson (il padre di Torf-Einarr) da parte di Hálfdan stesso e di suo fratello Gudrød Ljome.
Hálfdan e Gudrød erano i figli del re Harald Bellachioma di Norvegia: essi avevano in precedenza intrappolato Rögnvald nella sua casa, appiccando poi il fuoco. Harald, all'apparenza sgomento per le gesta dei suoi figli, rovesciò Gudrød e diede le terre di Rögnvald a suo figlio Thorir Rögnvaldarson, mentre Hálfdan si diede alla fuga verso ovest, raggiungendo le isole Orcadi e prendendo il potere a scapito di Torf-Einarr. Quest'ultimo si asserragliò presso la base di Caithness e resistette all'occupazione di Hálfdan delle isole. Dopo una battaglia sul mare e una spietata guerra a terra, Torf-Einarr scoprì che Hálfdan si nascondeva sull'isola di North Ronaldsay. Le saghe ricordano come Hálfdan venne catturato e sacrificato a Odino con il metodo di tortura noto come aquila di sangue.
Holland House fu costruita nel 1727, mentre il faro denominato Old Beacon (datato 1789) fu il terzo realizzato dall'ingegnere Thomas Smith su incarico dell'organismo Commissioners of the Northern Lights.

## Trasporti
Voli aerei regolari collegano l'isola con Kirkwall, città principale di Mainland. Inoltre, un servizio di traghetti settimanale è garantito dalla compagnia Orkney Ferries.

## Economia

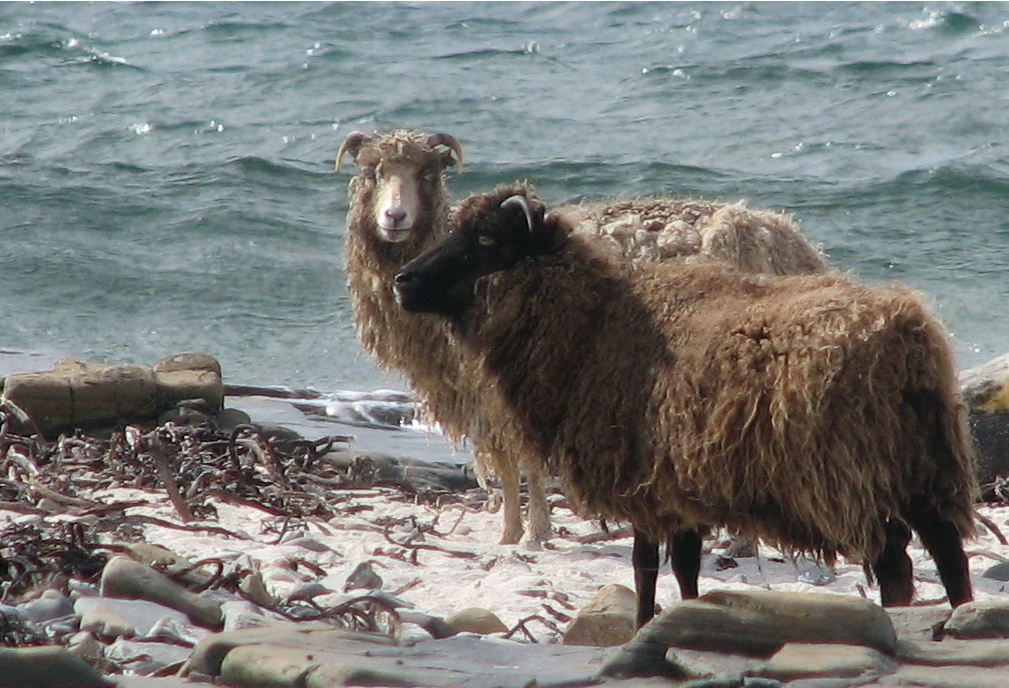
Esemplari di pecora locale, che si cibano di alghe

Le principali attività dell'isola sono costituite dal restauro dei piccoli poderi esistenti e dall'allevamento collettivo della tipica pecora locale (pecora di North Ronaldsay).

## L'osservatorio di uccelli
L'osservatorio è stato inaugurato nel 1987 e ha come scopo registrare la condotta di vita della popolazione di uccelli presente sull'isola, incluse le loro migrazioni. North Ronaldsay è nota in tutto il Regno Unito come uno dei siti migliori per l'osservazione degli uccelli durante i periodi di migrazione in primavera e autunno. La quantità e la varietà di uccelli che possono essere osservati è spesso spettacolare.

## Il faro

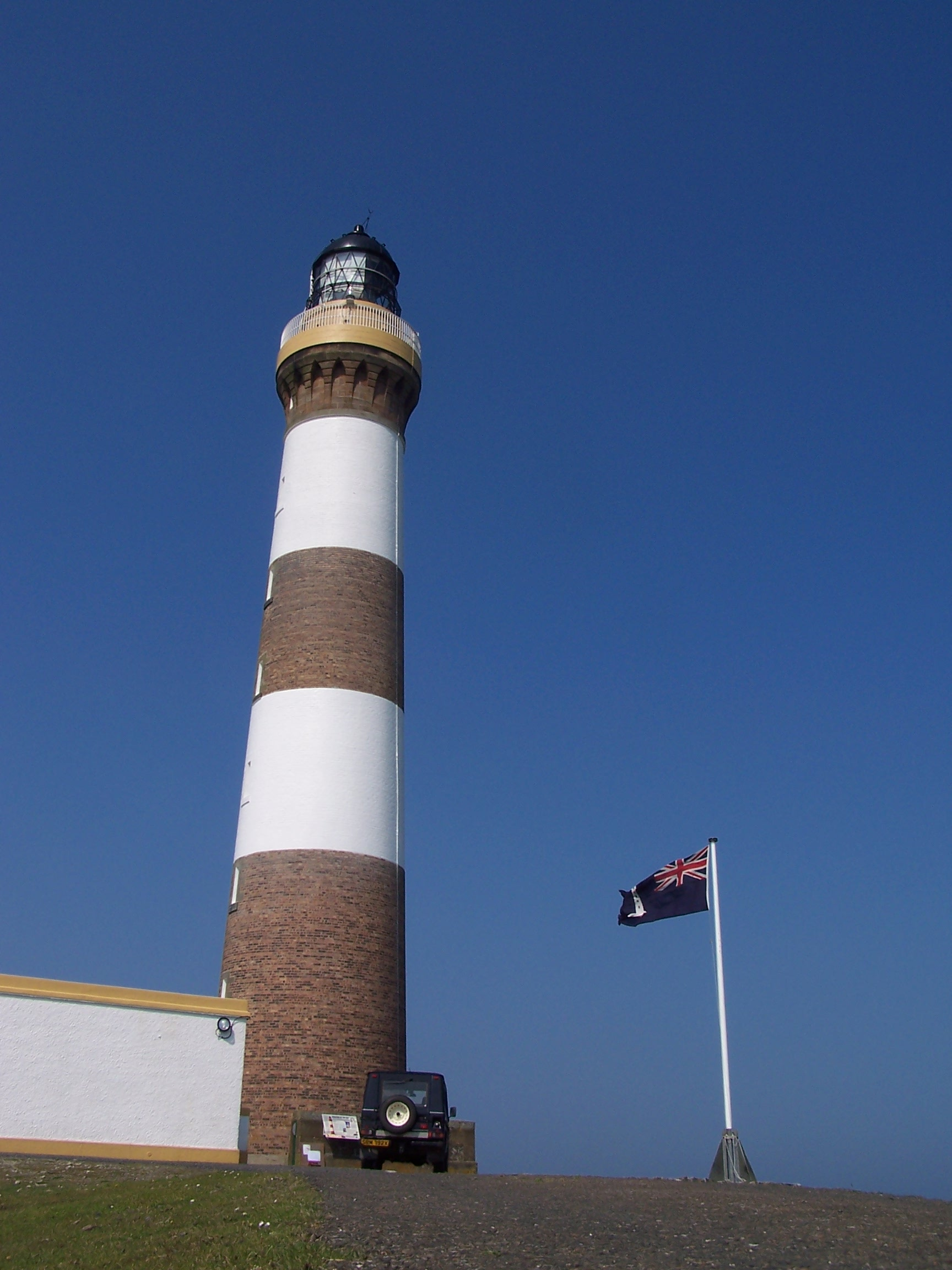
Il faro attualmente in uso a North Ronaldsay

Il promontorio di Dennis Head, situato a Nord-Est dell'isola, è la sede di un faro storico, noto come Old Beacon. Il faro venne progettato dall'ingegnere Thomas Smith e fu inaugurato nel 1789. Esso costituisce uno il primo di molti fari realizzati da Thomas Smith su altre isole (in precedenza, aveva collaborato al progetto dei fari a Kinnaird Head e Mull of Kintyre). Per il faro di North Ronaldsay, Smith si avvalse della collaborazione di Ezekiel Walker e del suo figliastro, l'ingegnere Robert Stevenson.
Nel 1809, con la costruzione degli altri fari nelle vicinanze, fu deciso di disattivare l'illuminazione del faro di North Ronaldsay. La torre circolare in pietra fu mantenuta, tuttavia la camera posta in cima al faro che ospitava il proiettore fu sostituita da una vistosa volta sferica.
La scala a chiocciola di pietra che una volta conduceva al faro venne demolita. Gli ambienti originali dove viveva il guardiano sopravvivono ancora oggi sotto la torre, sebbene siano sprovvisti del tetto. Nel 2006, la serie televisiva Restoration venne ambientata in questa costruzione dimessa.
Un nuovo faro venne quindi costruito solo dopo 43 anni, nel 1852. Il faro più recente è situato a nord dell'isola, in corrispondenza del Point of Sinsoss: costituisce il punto del Regno Unito più settentrionale in cui vi è un faro.